# گل (چاراویماق)
گل یکی از روستاهای استان آذربایجان شرقی است که در دهستان چاراویماق جنوب شرقی بخش شادیان شهرستان چاراویماق واقع شده‌است.این روستا ۱۶۵ نفر جمعیت دارد.